# Plaza Indautxu
La plaza Indautxu es una plaza céntrica ubicada en la alameda de Gregorio de la Revilla de Bilbao.

## Historia
Fue inaugurada en 2006. De estilo vanguardista, consta de un gran círculo central de 40 metros de diámetro, así como modernas farolas, un centenar de árboles rodeados de un moderno mobiliario urbano y un área de juegos infantiles de casi 300 metros cuadrados.
Como edificio de interés resalta la iglesia de Nuestra Señora del Carmen.

## Medios de transporte
Estación de Indauchu del Metro de Bilbao.